# Frank Demouge
Frank Demouge (Nijmegen, 25 juni 1982) is een Nederlands voormalig profvoetballer die als aanvaller speelde.

## Spelerscarrière
In de jeugd speelde Demouge voor de Nijmeegse amateurclub VV Trekvogels. Daarna doorliep hij de jeugdopleiding van N.E.C.

### N.E.C. Nijmegen
Demouge begon zijn profcarrière bij N.E.C., waar hij vier seizoenen in de selectie speelde. Van deze seizoenen kende Demouge zijn beste seizoen in zijn debuutjaar, toen hij in 25 wedstrijden zevenmaal doel trof. Demouges laatste seizoen bij N.E.C. was een rampjaar. Terwijl het einde van zijn contract in zicht kwam, verhinderden blessures een goed optreden in wedstrijden. Uiteindelijk besloot N.E.C. daardoor zijn contract niet te verlengen, waarna Demouge zijn heil zocht bij FC Eindhoven in de eerste divisie.

### FC Eindhoven
Demouge zocht daarna zijn heil bij FC Eindhoven in de eerste divisie, waar hij in 2005/2006 een goed seizoen draaide.

### FC Den Bosch
Door het goede vorige seizoen verdiende hij een transfer naar FC Den Bosch, waarvoor hij in 2006/2007 debuteerde en 3 goals maakte in 12 wedstrijden.

### Willem II
In de zomer van 2007 verhuisde hij naar Willem II in Tilburg. Daar begon zijn eerste seizoen met een tegenvaller. Door een knieblessure was hij enkele weken uitgeschakeld. Hierdoor liet zijn debuut in het rood-wit-blauw even op zich wachten. Na een moeizaam begin, liet hij zich het eerste half jaar bij Willem II zien als een knokker. Zijn eerste doelpunten maakte hij in de thuiswedstrijd tegen Excelsior (6-0), waarna hij zijn seizoentotaal in zijn eerste Tilburgse jaar opkrikt tot acht competitiedoelpunten.
In het daaropvolgende seizoen evenaarde hij dat totaal na de eerste zeven speelrondes van 2008/2009. Vervolgens bleef Demouge aan de lopende band scoren en kwam het geruchtencircuit op gang. Willem II wilde zijn aflopende contract graag verlengen. Ook was er vermeende interesse van de Belgische topclub Club Brugge en het Nederlandse sc Heerenveen. Zelf gaf hij aan dat hij een toekomst in het Engelse voetbal ambieerde. Desondanks werd op 8 december 2008 bekend dat hij na 13 wedstrijden en 12 doelpunten dat seizoen zijn contract ging verlengen tot de zomer van 2012.

### FC Utrecht
Echter, voordat hij zijn contract uitdient bij de Tilburgers tekent Demouge op de laatste dag van de transferperiode (31 augustus 2010) een driejarig contract bij FC Utrecht, dat na het vertrek van Kevin Vandenbergh naar het Belgische Eupen wel een extra spits kan gebruiken. De ploeg uit de Domstad heeft mede door de Europese wedstrijden een loodzwaar programma en Demouge past binnen de ambities van de club.

### AFC Bournemouth
Op 20 juni 2012 maakte AFC Bournemouth bekend dat Demouge voor twee seizoenen naar de club uit de Football League One gaat. Hij blijkt er weinig aan spelen toe te komen.

### Roda JC Kerkrade
Eind januari 2013 werd bekend dat Demouge voor de rest van het seizoen uitkomt op huurbasis voor Roda JC Kerkrade. In juli 2013 tekende hij een contract voor twee jaar in Zuid-Limburg. Met die club degradeerde hij op zaterdag 3 mei 2014 naar de Eerste divisie. Op zondag 31 mei 2015 promoveerde hij met Roda JC via de nacompetitie naar de Eredivisie waarna zijn contract afliep.

### Knokke
Demouge liep hierna stage bij Notts County FC. Hij vond in september 2015 een nieuwe club in Knokke FC, op dat moment actief in de Vierde klasse A. Hier werd hij kampioen van het seizoen 2015/2016.

### Heer
Demouge ging meetrainen bij RKSV Heer waarvoor hij vanaf 2017 in de tweede klasse G van het district Zuid II uitkwam. Medio 2017 stopte hij met voetballen.

## Clubstatistieken
| Seizoen         | Club            | Competitie      | Competitie | Competitie | Beker | Beker | Internationaal | Internationaal | Overig | Overig | Totaal | Totaal |
| Seizoen         | Club            | Competitie      | Wed.       | Dlp.       | Wed.  | Dlp.  | Wed.           | Dlp.           | Wed.   | Dlp.   | Wed.   | Dlp.   |
| --------------- | --------------- | --------------- | ---------- | ---------- | ----- | ----- | -------------- | -------------- | ------ | ------ | ------ | ------ |
| 2001/02         | N.E.C.          | Eredivisie      | 25         | 7          | 2     | 0     | 0              | 0              | 0      | 0      | 27     | 7      |
| 2002/03         | N.E.C.          | Eredivisie      | 29         | 4          | 4     | 1     | 0              | 0              | 0      | 0      | 33     | 5      |
| 2003/04         | N.E.C.          | Eredivisie      | 23         | 4          | 2     | 0     | 1              | 0              | 0      | 0      | 26     | 4      |
| 2004/05         | N.E.C.          | Eredivisie      | 5          | 0          | 0     | 0     | 2              | 0              | 0      | 0      | 7      | 0      |
| 2005/06         | FC Eindhoven    | Eerste divisie  | 23         | 4          | 0     | 0     | 0              | 0              | 0      | 0      | 23     | 4      |
| 2006/07         | FC Den Bosch    | Eerste divisie  | 22         | 9          | 2     | 0     | 0              | 0              | 0      | 0      | 24     | 9      |
| 2007/08         | Willem II       | Eredivisie      | 23         | 8          | 1     | 0     | 0              | 0              | 0      | 0      | 24     | 8      |
| 2008/09         | Willem II       | Eredivisie      | 31         | 14         | 2     | 0     | 0              | 0              | 0      | 0      | 33     | 14     |
| 2009/10         | Willem II       | Eredivisie      | 30         | 7          | 1     | 1     | 0              | 0              | 2      | 1      | 33     | 9      |
| 2010/11         | Willem II       | Eredivisie      | 3          | 1          | 0     | 0     | 0              | 0              | 0      | 0      | 3      | 1      |
| 2010/11         | FC Utrecht      | Eredivisie      | 20         | 6          | 3     | 1     | 3              | 1              | 0      | 0      | 26     | 8      |
| 2011/12         | FC Utrecht      | Eredivisie      | 23         | 7          | 0     | 0     | 0              | 0              | 0      | 0      | 23     | 7      |
| 2012/13         | Bournemouth     | League One      | 2          | 0          | 0     | 0     | 0              | 0              | 0      | 0      | 2      | 0      |
| 2012/13         | Roda JC         | Eredivisie      | 11         | 6          | 0     | 0     | 0              | 0              | 3      | 2      | 14     | 8      |
| 2013/14         | Roda JC         | Eredivisie      | 19         | 2          | 2     | 2     | 0              | 0              | 0      | 0      | 21     | 4      |
| 2014/15         | Roda JC         | Eerste divisie  | 29         | 5          | 1     | 0     | 0              | 0              | 1      | 0      | 31     | 5      |
| Carrière totaal | Carrière totaal | Carrière totaal | 318        | 84         | 20    | 5     | 6              | 1              | 6      | 3      | 350    | 93     |

Bijgewerkt tot 18 mei 2015

## Trainerscarrière
Met ingang van het seizoen 2017/18 werd Demouge als spitsentrainer toegevoegd aan de technische staf van N.E.C. Vervolgens ging hij bij RKSV Heer aan de slag, aanvankelijk als assistent- en spitsentrainer. In 2020 volgde hij daar Edwin Hermans op als hoofdtrainer. Die functie combineerde hij met ingang van het seizoen 2020/21 met een rol als spitsentrainer bij VVV-Venlo. Na de winterstop besloot hij echter te stoppen bij Heer om zich volledig te kunnen toeleggen op zijn baan bij de Venlose eredivisionist, waar hij topscorer Giorgos Giakoumakis onder zijn hoede had. Na de degradatie uit de Eredivisie in 2021 vroeg VVV echter om economische redenen zijn ontslag aan. Daarop vertrok Demouge naar provinciegenoot Fortuna Sittard waar hij een eenjarig contract tekende.

## Tv-programma
In de jaarlijkse kerstuitzending van All You Need Is Love op donderdagavond 24 december 2015 was te zien dat Demouge zijn achtjarige dochter ontving die in haar eentje vanuit Brazilië naar Nederland reisde om met kerst bij haar vader te kunnen zijn.